# Abell 1835 IR1916
Ábell 1835 IR1916 (також відома як Abell 1835, Галактика Abell 1835, чи Галактика Abell 1835 IR1916) була проголошена кандидатом на найвіддаленішу галактику коли-небудь спостережувану людством.

## Історія відкриття
Було заявлено, що Abell 1835 IR1916 знаходиться позаду скупчення галактик Abell 1835, в сузір'ї Діви. Вона була відкрита французькими та швейцарськими астрономами на Європейській південній обсерваторії за допомогою інфрачервоного інструменту на «Дуже великому телескопі». Європейська південна обсерваторія разом із Швейцарською національною науковою фундацією, Французьким національним центром наукових досліджень та журналом Astronomy and Astrophysics, випустили 1 березня 2004 р. пресреліз й оголосили про її відкриття. Усі вважали, що це ще віддаленіша галактика, аніж та галактика, зображення якої видно через гравітаційну лінзу від кластера галактик Abell 2218.
Аналіз спостережень отриманих в смузі J показав, що Abell 1835 IR1916 має червоний зсув близько 10,0. Це означає, що згідно з теорією Великого вибуху ця галактика постає перед нами в тому стані, який вона мала 13,2 мільярда років тому (завдяки скінченній швидкості світла), тобто всього 500 мільйонів років після Великого вибуху. Цей час досить близький до періоду, коли у Всесвіті почали утворюватися перші зорі (див. темний період в історії Всесвіту). Отримане червоне зміщення свідчить про віддаленість від Сонця на 13 мільярда світлових років. Можливість бачити цю галактику на такій страшенно великій відстані пояснювалася дією гравітаційної лінзи, створеної скупченням галактик Abell 1835, що розташований між нами та галактикою Abell 1835 IR1916.

## Результат не підтвердився
Після цього інші обсерваторії також намагалися отримати зображення Abell 1835 IR1916. Проте подальший аналіз початкових даних виконаний Weatherley, Warren та Babbedge (2004) не підтвердив того факту, що Abell 1835 IR1916 є віддаленою галактикою. Наступні спостереження в смузі H виконані на північному телескопі Джеміні (Обсерваторія Джеміні) й опубліковані в (Bremer et al. 2004) та спостереження з орбітального космічного телескопа Шпітцера (Smith et al. 2006) взагалі не зуміли зареєструвати цю галактику, тому початкове повідомлення вирішили класифікувати як артефакт. 